# 圣帕瓦斯
圣帕瓦斯（法語：Saint-Pavace，法語發音：[sɛ̃ pavas]）是法国萨尔特省的一个市镇，位于该省中部，省会勒芒市区以北，属于勒芒区和勒芒都会区。圣帕瓦斯是勒芒北郊重要的卫星城，境内主要为分散式居民区。

## 地理
圣帕瓦斯（48°2'18"N, 0°11'16"E）面积5.16 平方千米，位于法国卢瓦尔河地区大区萨尔特省，该省份为法国西北部内陆省份，北起顺时针与奥恩省、厄尔-卢瓦省、卢瓦-谢尔省、安德尔-卢瓦尔省、曼恩-卢瓦尔省和马耶讷省接壤，是法国大西部的入口，连接卢瓦尔河谷、布列塔尼和巴黎盆地。
与圣帕瓦斯接壤的市镇（或旧市镇、城区）包括：圣萨蒂南、勒芒、萨尔特河畔讷维尔、拉沙佩勒圣欧班、库莱讷。
圣帕瓦斯的时区为UTC+01:00、UTC+02:00（夏令时）。

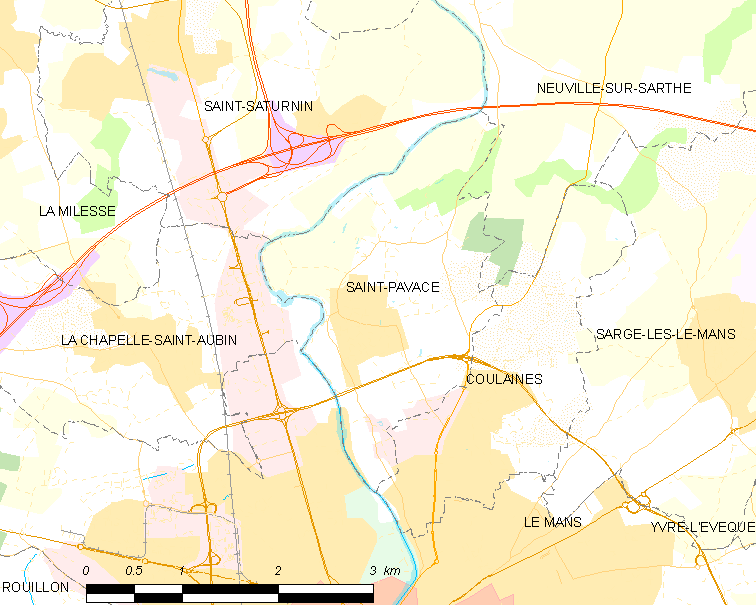
圣帕瓦斯的OSM定位图

## 行政
圣帕瓦斯的邮政编码为72190，INSEE市镇编码为72310。

## 政治
圣帕瓦斯所属的省级选区为博内塔布勒县。

## 交通
萨尔特省省道D313线（勒芒环城公路）经过圣帕瓦斯。

## 人口

1962-2008年间圣帕瓦斯人口变化图示

圣帕瓦斯于2022年1月1日时的人口数量为2002人。